# Struga Mirachowska
Struga Mirachowska – struga posiada swoje źródła na zachodnim skraju Lasu Mirachowo koło osady Bór powyżej Jeziora Bąckiego. Struga znajduje się na obszarze gminy Sierakowice i gminy Kartuzy w powiecie kartuskim.
Struga przepływa koło wsi Bącz przez Jezioro Bąckie, koło wsi Mirachowo i uchodzi do Łeby. Od Jeziora Bąckiego do ujścia do Łeby Struga Mirachowska płynie doliną o charakterze przełomowym. Średnia głębokość doliny wynosi 20m przy czym miejscami dolina wrzyna się w teren na głębokość do 30 m.
Rzeka od 2025 jest chroniona w ramach rezerwatu przyrody Dolina Mirachowskiej Strugi.